# Basic Data Partition
| Numero di bit | Significato                                                                                 |
| ------------- | ------------------------------------------------------------------------------------------- |
| 60            | Il volume è di sola lettura e non può essere montato in lettura/scrittura.                  |
| 62            | Il volume è nascosto.                                                                       |
| 63            | Il sistema operativo potrebbe non assegnare automaticamente una lettera di unità al volume. |

Nei sistemi operativi Microsoft, una partizione di dati di base (Basic Data Partition, BDP ) è qualsiasi partizione su un disco GPT identificata con il GUID ( Globally Unique Identifier ) EBD0A0A2-B9E5-4433-87C0-68B6B72699C7 . 
Secondo le specifiche Microsoft, la partizione dati di base equivale ai tipi di partizione MBR 0x06 (FAT16B), 0x07 (NTFS o exFAT) e 0x0B ( FAT32 ). In pratica equivale a 0x01 ( FAT12 ), 0x04 ( FAT16 ), 0x0C (FAT32 con indirizzamento a blocchi logici) e 0x0E (FAT16 con indirizzamento a blocchi logici).
Una partizione dati di base può essere formattata con qualsiasi file system, sebbene  i più comuni siano NTFS, exFAT o FAT32. Microsoft specifica che è necessario ispezionare il blocco dei parametri del BIOS contenuto nel Volume Boot Record della partizione, per determinare a livello di codice quale file system contiene una BDP.
Quando un sistema operativo Microsoft converte un disco di base con partizionamento GPT in un disco dinamico, tutte le partizioni dati di base sono combinate e convertite in una partizione dati logica identificata con GUID AF9B60A0-1431-4F62-BC68-3311714A69AD . Ciò è analogo alla conversione dai tipi di partizione 0x01 ,0x04 ,0x06 ,0x07 ,0x0B ,0x0C e0x0E al tipo di partizione 0x42 su dischi partizionati MBR.
Linux utilizzava, in passato, lo stesso valore GUID delle partizioni dati di base di Windows, prima dell'introduzione di un valore specifico: 0FC63DAF-8483-4772-8E79-3D69D8477DE4.